# César das Mercês
César das Mercês, também conhecido como Cezar de Mercês (Rio de Janeiro), é um músico brasileiro, mais conhecido por ter integrado a banda O Terço entre 1969 e 1979.
César participou de grandes momentos da banda, como a participação em festivais e na estreia do programa Som Livre Exportação, em 1971. Depois do fim da banda, o cantor se lançou em carreira solo, gravando o álbum Nada no Escuro (1979), com regência de Rogério Duprat. Ficou sem gravar até 1986, quando lançou seu segundo trabalho solo, Luz na Escuridão.
Além de trabalhos a solo, César também fez músicas para Roberto Carlos, Nico Rezende, 14 Bis, Jane Duboc, entre outros.

## Discografia

### O Terço
EPs
- O Terço (1971)
- Adormeceu / Vou Trabalhar (1971)
- Ilusão de Óptica / Tempo É Vento (1972)
- Amigos / Barco de Pedra (1977)

Álbuns
- Terço (1973)
- Nunca - com Sá e Guarabyra (1974)
- Mudança de Tempo (1978)

### Solo
- Nada no Escuro (1979)
- Luz na Escuridão (1986)